# Тасманіт
Тасманіт - ліптобіоліт, складений майже виключно оболонками мікроспор, зустрічається на о. Тасманія. Місцева назва. Тасманіт - це осадова гірська порода, яка майже повністю складається з водоростей прасинофітів - тасманітів. Він зазвичай асоціюється з високоширотними, багатими на поживні речовини, маргінальними морськими середовищами Тасманії. Його класифікують як морський різновид горючих сланців. 